# 阿列克谢·什科利尼科夫
阿列克谢·米哈伊洛维奇·什科利尼科夫（俄语：Алексе́й Миха́йлович Шко́льников，1914年1月2日（15日）—2003年2月7日），是苏联的政治家，曾担任苏共伏尔加格勒地区委员会第一书记、俄罗斯苏维埃联邦社会主义共和国部长会议第一副主席。1964年在罢黜软禁尼基塔·谢尔盖耶维奇·赫鲁晓夫的会议上充当了急先锋。